# Thunderdome II - Back From Hell! (Judgement Day)
Albums
Thunderdome - F*ck Mellow, This Is Hardcore From Hell
(1993) Thunderdome III - The Nightmare Is Back!
(1993)
Thunderdome II - Back From Hell! (Judgement Day) est la deuxième compilation de la série des albums Thunderdome, commercialisée en 1993.

## Présentation
La compilation comporte vingt-sept pistes en deux CD, et démarre du titre Something Bigger (Here We Go Again Remix) de DJ Dano pour terminer avec God (Hell Remix) de The Prophet.
En août 2011, l'album est remasterisé et ressorti par ID&T et Cloud 9 Productions.

## Pistes
| 1.  | Something Bigger (Here We Go Again Remix) | DJ Dano                             |  |
| 2.  | Caramba Dance 2 Dis (Speed Version)       | Terra W.A.N.                        |  |
| 3.  | Caotic                                    | 4-Nu-Tek                            |  |
| 4.  | Fascination                               | Citrus                              |  |
| 5.  | Recession                                 | Neophyte                            |  |
| 6.  | What Kind Of Madness                      | Search & Destroy                    |  |
| 7.  | Verrotted                                 | Charly Lownoise & Mental Theo       |  |
| 8.  | Music Pumpin' (Live Version)              | Techno G.                           |  |
| 9.  | Brainwashkiller (Gehirnmix)               | T.N.T.                              |  |
| 10. | Pump It (Straight Mix)                    | DJ Nation                           |  |
| 11. | Percolator                                | 25th Frame                          |  |
| 12. | Was Is'n Teschno (No Fucken Voicemix)     | Teschnozabel                        |  |
| 13. | Are You Down                              | Leroy                               |  |
| 14. | Strange Invaders (Remix)                  | Biochip C                           |  |
| 15. | Lovely Ugly Brutal World                  | Mike Ink & The Chain Of Brotherhood |  |
| 16. | Lick My Ass                               | Fuckmasters                         |  |
| 17. | Biolunch                                  | C-Tank                              |  |
| 18. | The Silence                               | Sorcerer                            |  |
| 19. | Sounds Of Frustration                     | Lt. D'Amato                         |  |

| 1.  | Boy's Interface                | DJ Rob                            |  |
| 2.  | D.J. Fuck                      | Charly Lownoise & Mental Theo     |  |
| 3.  | Domination (Re-Remix)          | The Prophet                       |  |
| 4.  | Network 23                     | SP 23                             |  |
| 5.  | Junkfood (Motherfucker)        | Strange Food                      |  |
| 6.  | Energy (Back Up II)            | The Super Human Crew              |  |
| 7.  | I Am The Master                | Underground Nation Of Rotterdam   |  |
| 8.  | When I'm Gone                  | Fazer 3rd Cut                     |  |
| 9.  | Cranium Acceleration           | S.V.E.N. II                       |  |
| 10. | Bidibodibu (Materasso Version) | Aspiryna 03                       |  |
| 11. | Cocaine (Hardcore Club Mix)    | Michael Whiteline                 |  |
| 12. | Blow Your Mind                 | Sigma 909                         |  |
| 13. | XTC Vol. 1 (Rotterdam Version) | Fabio Locati & Maurizio Braccagni |  |
| 14. | Party People                   | B.B. Bell                         |  |
| 15. | Severe Trauma                  | Critical Mass                     |  |
| 16. | Kingdom                        | Undercover Anarchist              |  |
| 17. | Hakke (M. Steenbergen Remix)   | Musical Vandals                   |  |
| 18. | God (Hell Remix)               | The Prophet                       |  |

## Accueil
| Classement                           | Meilleure position | Semaines passées dans le classement | Date d'entrée   | Date de sortie   |
| ------------------------------------ | ------------------ | ----------------------------------- | --------------- | ---------------- |
| Pays-Bas (Mega Verzamelalbum Top 30) | 2                  | 15                                  | 31 juillet 1993 | 13 novembre 1993 |

La compilation, comme sa prédécesseresse, entre au top 30 des compilations du hit-parade néerlandais. Les deux compilations se côtoient dans le top 30 pendant six semaines.
L'album a été bien accueilli par le site Gabber.no.sapo.pt avec une note de quatre étoiles sur cinq. L'auteur de la critique explique également que l'album est désormais très rare à trouver.